# 极昼

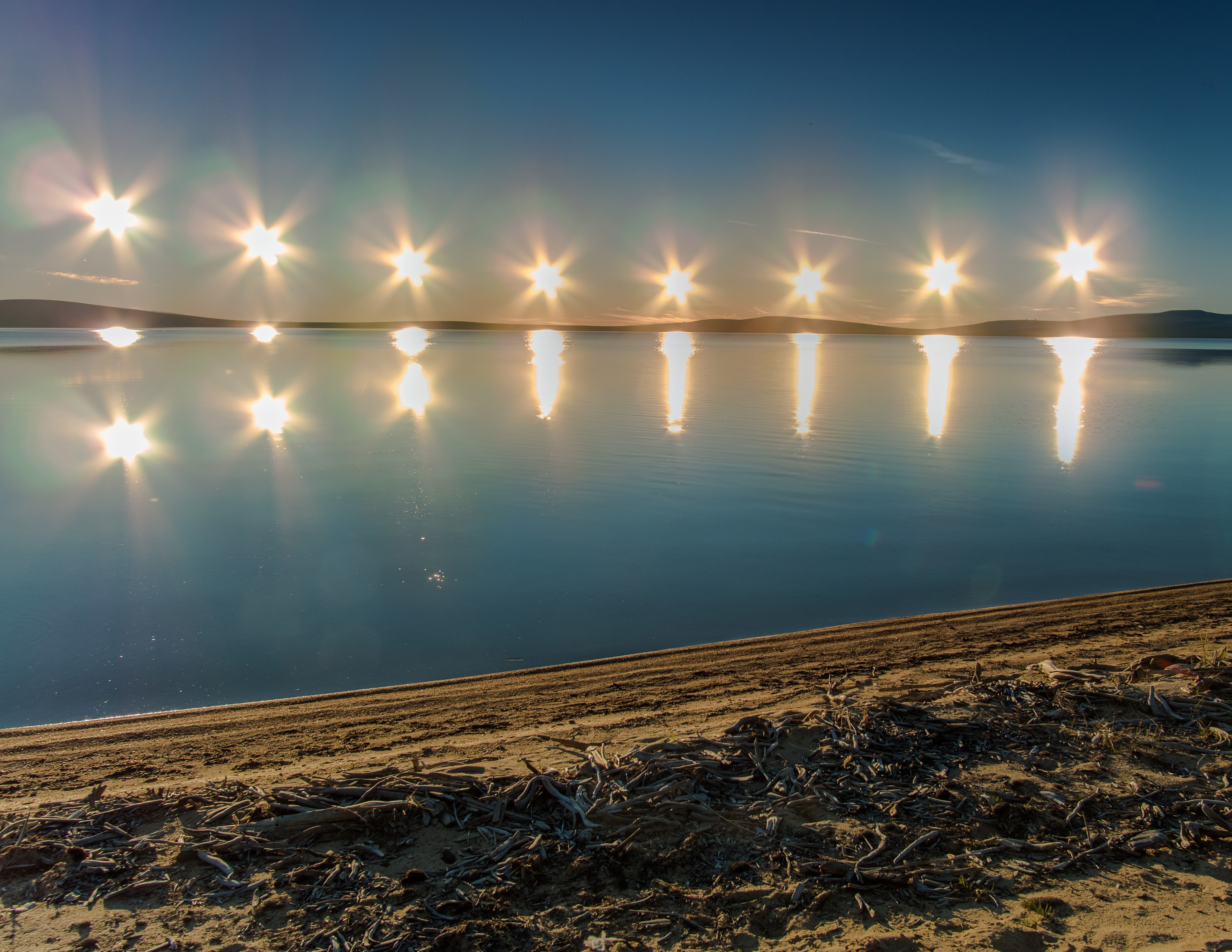
極晝期間的太陽軌跡，2016年6月29日攝於俄羅斯薩哈共和國的奧若吉諾湖（位於北緯約69度）

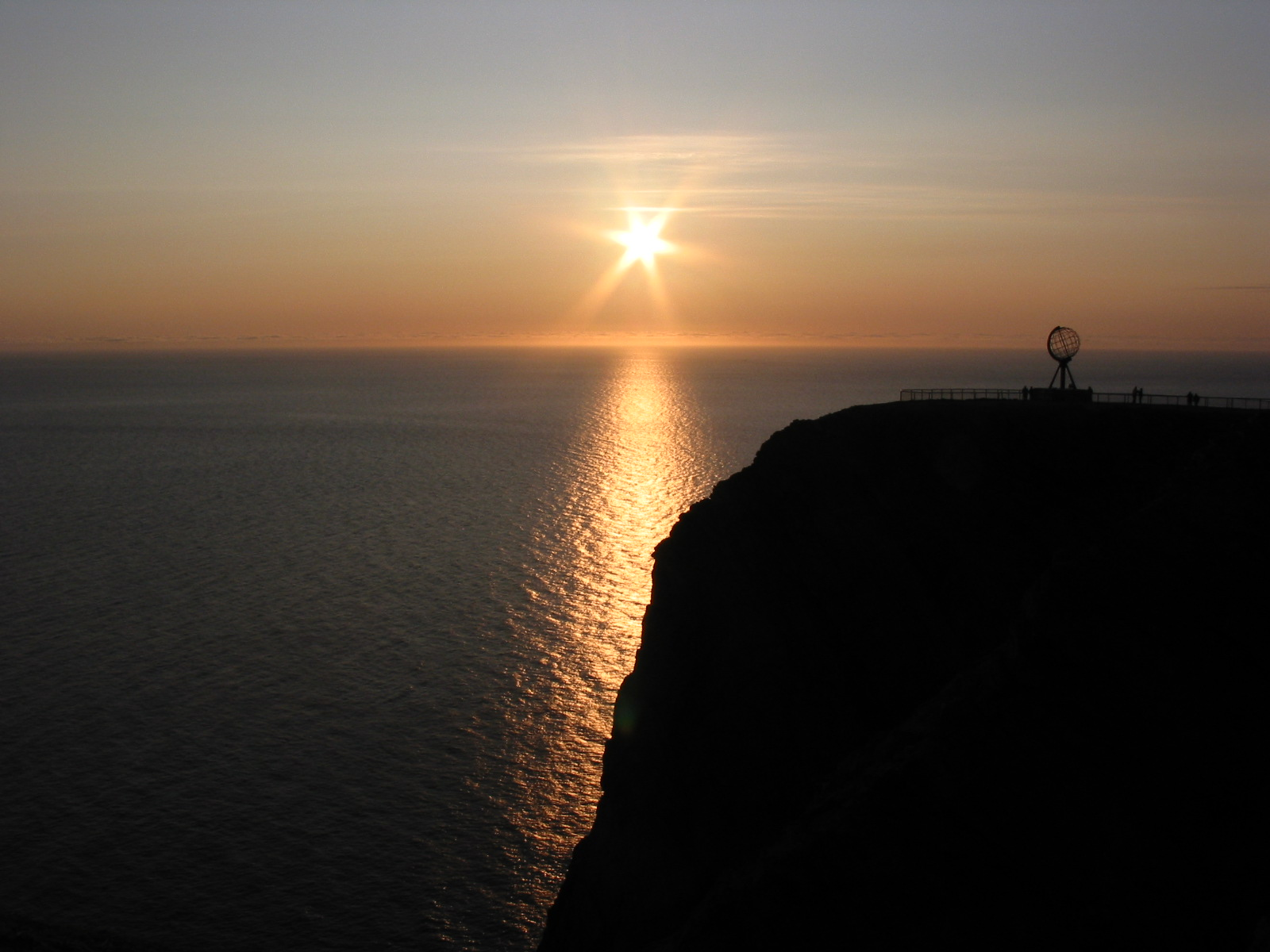
挪威夏季午夜所見的太陽，2003年6月6日攝於馬格爾島的北角（位於北緯約71度）

極晝（英語：Polar day）又稱永晝、白昼、日昼，俗称午夜太阳（英語：Midnight sun），是發生在北極圈以北或南極圈以南的夏季月份发生的自然现象，在当地时间午夜時分依然能夠看見太陽。在北极看到午夜太阳时，太阳似乎从左向右移动。而在南极，相对应的视觉运动是从右向左。这种现象发生在北纬65°44'到90°和南纬65°44'到90°的地方，但由于折射的影响，并不会在准确的北极圈或南极圈处停止。
相反的现象是极夜，它发生在冬季，当时太阳整天都会留在地平线以下不可见。

## 詳情
在夏至时节（北半球大约在6月21日，南半球在12月21日），在特定地区，太阳在24小时内不会在地平线以下落下。
在極區，隨著與極點的接近，每年可見午夜太陽的天數逐漸增加。雖然近似定義上的極圈，但可見午夜太陽的地區，如下所述，會向赤道推近約90公里（55英里），並且最遠的距離和確切的緯度，依據地勢每年都略有變化。

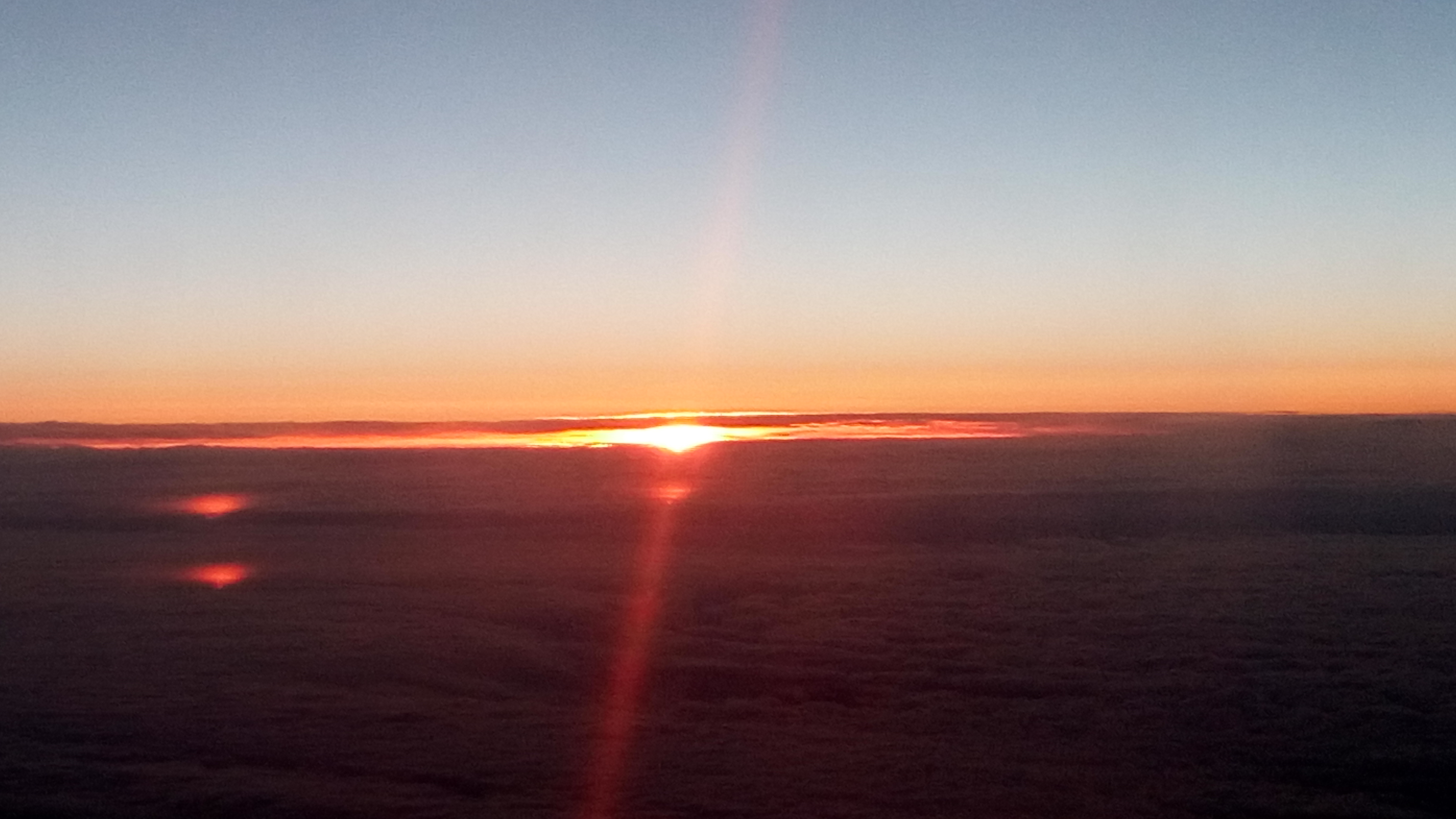
路過格陵蘭時從飛機上看見的午夜太陽。

由於南極圈以南除了研究站之外，沒有永久性的人類居住區，所以人們能經歷午夜太陽的國家和領土僅限於北極圈以內的區域：加拿大的育空、奴納武特和西北地區，國家則有冰島、芬蘭、挪威、瑞典、丹麥（格陵蘭）、俄羅斯和美國的阿拉斯加州。 芬蘭的領土有四分之一在北極圈內，而在該國的最北端，太陽有60天不會沒入地平線下。在挪威的斯瓦巴，歐洲最北的居住地區，大約從4月19日至8月23日都沒有日落。最極端的地點是兩極，在那裡，太陽可以連續出現半年。北極從3月下旬到9月下旬有6個月的午夜太陽（極晝）。
相反的現象是太陽整天都逗留在地平線下的極夜，會發生在極區的冬季。
由於地球相當可觀的轉軸傾角（大約23度27分），在高緯度地區的夏天，太陽不會下沉。 太陽在夏至期間，會在極圈內連續出現超過24小時，在距離極點僅100 km（62 mi）的地區，在六月可以持續數星期。在這些的緯度地區，午夜太陽通常被稱為極晝。
在兩極點，太陽每年只在春分升起，然後到秋分才落下。太陽在地平線上的六個月裡，它在觀測者周圍不斷盤旋並逐漸上升，直至夏至到達在天空中的最高點，然後下降直至消失在地平線下。
由於大氣折射和太陽不是一個點而是一個約半度大小的圓盤面，所以在極圈內看見的午夜太陽有可能已經在地平線下，但不會超過一度（取決於當地的條件）。例如，以午夜太陽出名的冰島，大部分地區（格里姆塞岛除外）都在極圈以南一些。同樣的原因，在兩極點的日照期間也比六個月稍長一些。甚至在北方的蘇格蘭（和緯度類似的地區，如聖彼德堡）在夏至前後的曙暮光會在天空持續整夜。
在明顯高於海平面地區的觀察者，由於在高處看地平線的"傾角"，可以體驗到午夜太陽持續的時間會延長。

## 時區和夏令時
「午夜太陽」一詞是指在北極圈以北與南極圈以南，連續24小時的日照時間。但是其它由時區和夏令時所引起的現象，有時也被稱為「午夜太陽」。例如，在阿拉斯加的費爾班克斯是在北極圈以南的地區，但是夏至的太陽在上午12:47才西沉。這是因為費爾班克斯的時間比該地方時間提早了51分鐘，並且又實施夏令時。費爾班克斯的經度是西經147.72，應該以西經150度（UT-10）的地方時作為標準時間，但為了全州的一制性，使用的是西經135度（UT-9）為標準的時間。這意味著太陽中天的時間是下午12:51，而不是中午12:00。
如果需要真正「午夜太陽」的精確時刻，就需要知道觀測者的經度、當地的民用時和均時差，經由計算才能得知。太陽最接近地平線的時刻，就是觀測者所在位置的"午夜太陽"出現時刻，一般而言就適當地地方時的午夜時間（12:00）在格林威治子午線東方，每增加經度1度，午夜的時間就會提早4分鐘；而當地民用時的協調世界時（UTC，也稱為GMT）也會每一時區提早1小時。加入這兩個的影響，再加上均時差（取決於日期）：給訂日期的計算結果是正值，意味著太陽的運行比其平均位置略為超前，因此必須減去該值。
例如，計算挪威北角 6月21/22日的午夜時刻。當地的經度是東經25.9度，因此時間會比格林威治子午線早103.2分鐘，但是夏天的民用時比GMT早2小時（120分鐘）。在夏至的均時差是-2.0分鐘，因此太陽位置最低的時刻發生在120 – 103.2 + 2.0，午夜的時刻是中歐夏令時間 00:19。在其它的日期，唯一不同的是均時差，所以這在一段時期內仍然是合理的估計。在這個時刻的前後45分鐘內，經度不超過5度，太陽的高度差異大約只有0.5度。

## 白夜
太陽的位置在地平線下6度（或7度）以內，緯度大約在北緯60° 34'（或59° 34'）以北，或南極圈以南，能體驗的是午夜黃昏而不是午夜太陽。一些白天的活動，例如看書，在沒有人工照明的晴朗夜晚依然可以進行。
白夜已經成為俄羅斯聖彼德堡的一大特征，这种现象通常出现在6月11日至7月2日。在6月最後的10天里举行的慶祝活動，在當地被稱為白夜節。

## 持續時間

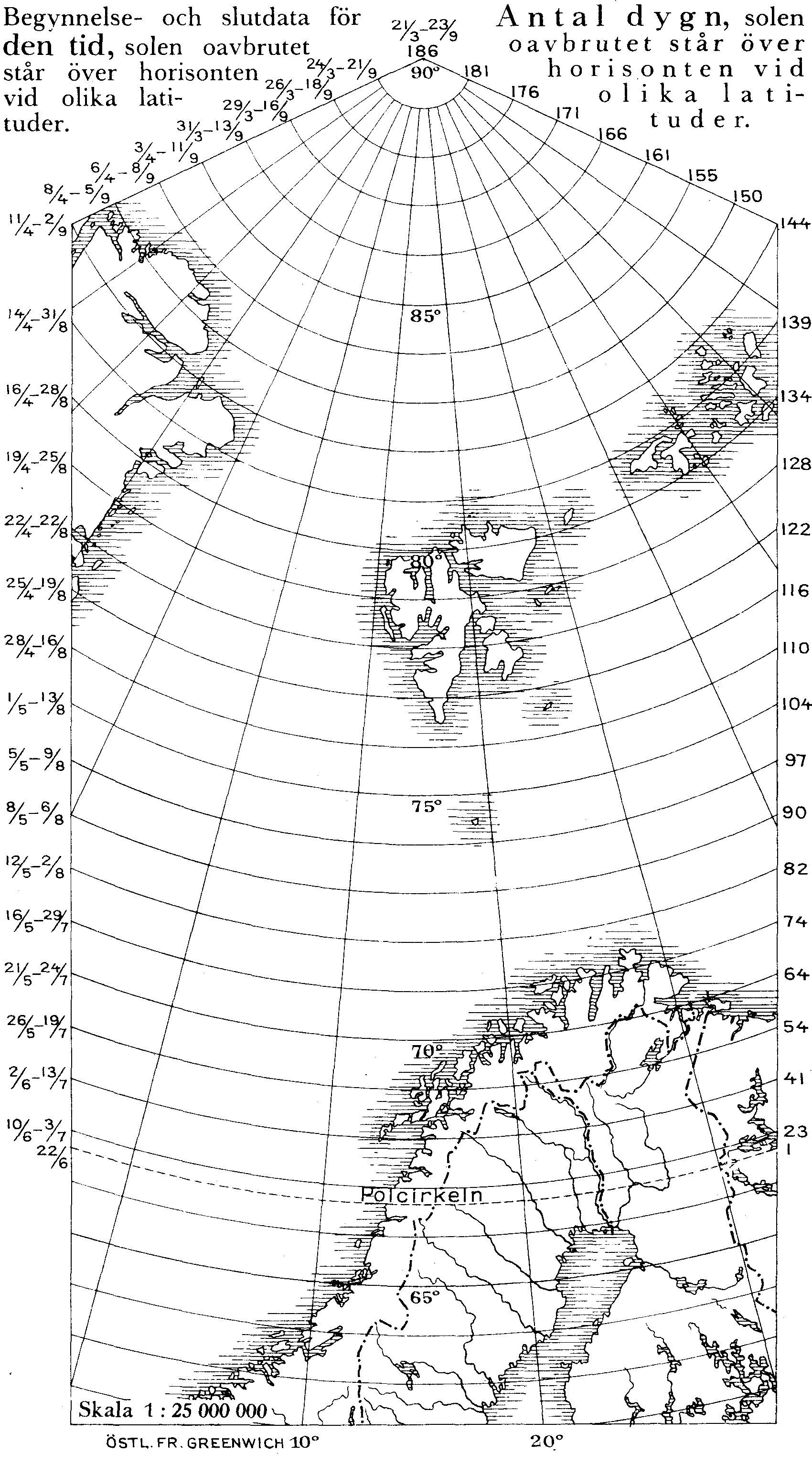
地圖顯示在不同緯度午夜太陽出現的日期（左）和總天數（右）。

在北極圈，從6月12日至7月1日可以看見午夜太陽。越往北方，旅行者可以經歷的午夜太陽時期越長：在歐洲大陸最北的地點，挪威的諾爾辰角，午夜太陽從5月14日持續到7月29日。在北邊更遠的群島中，斯瓦尔巴從4月20日持續到8月22日都會出現午夜太陽。